# 亚美尼亚十字架石

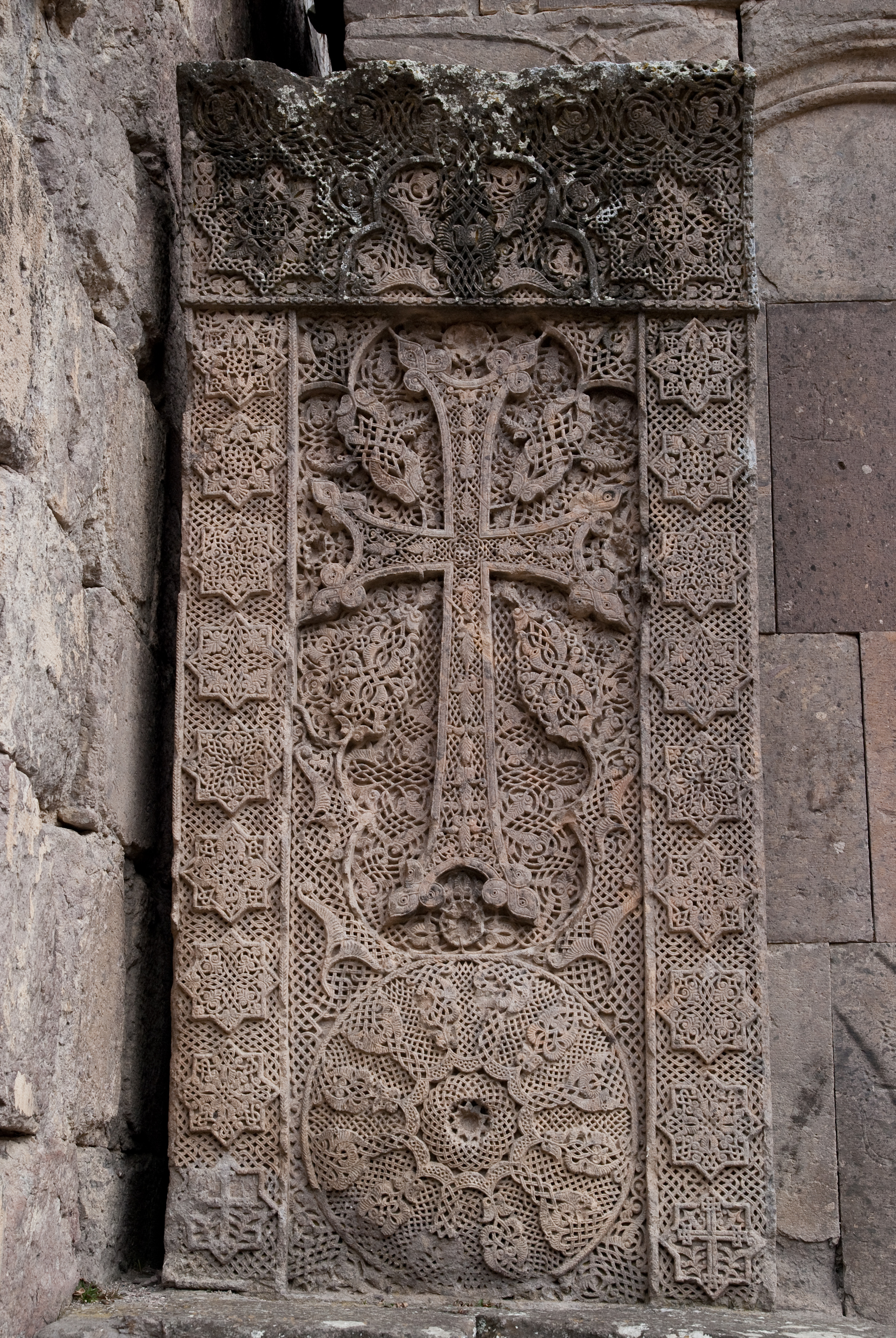
戈夏凡克修道院的十字石，1291年由艺术家Poghos雕刻

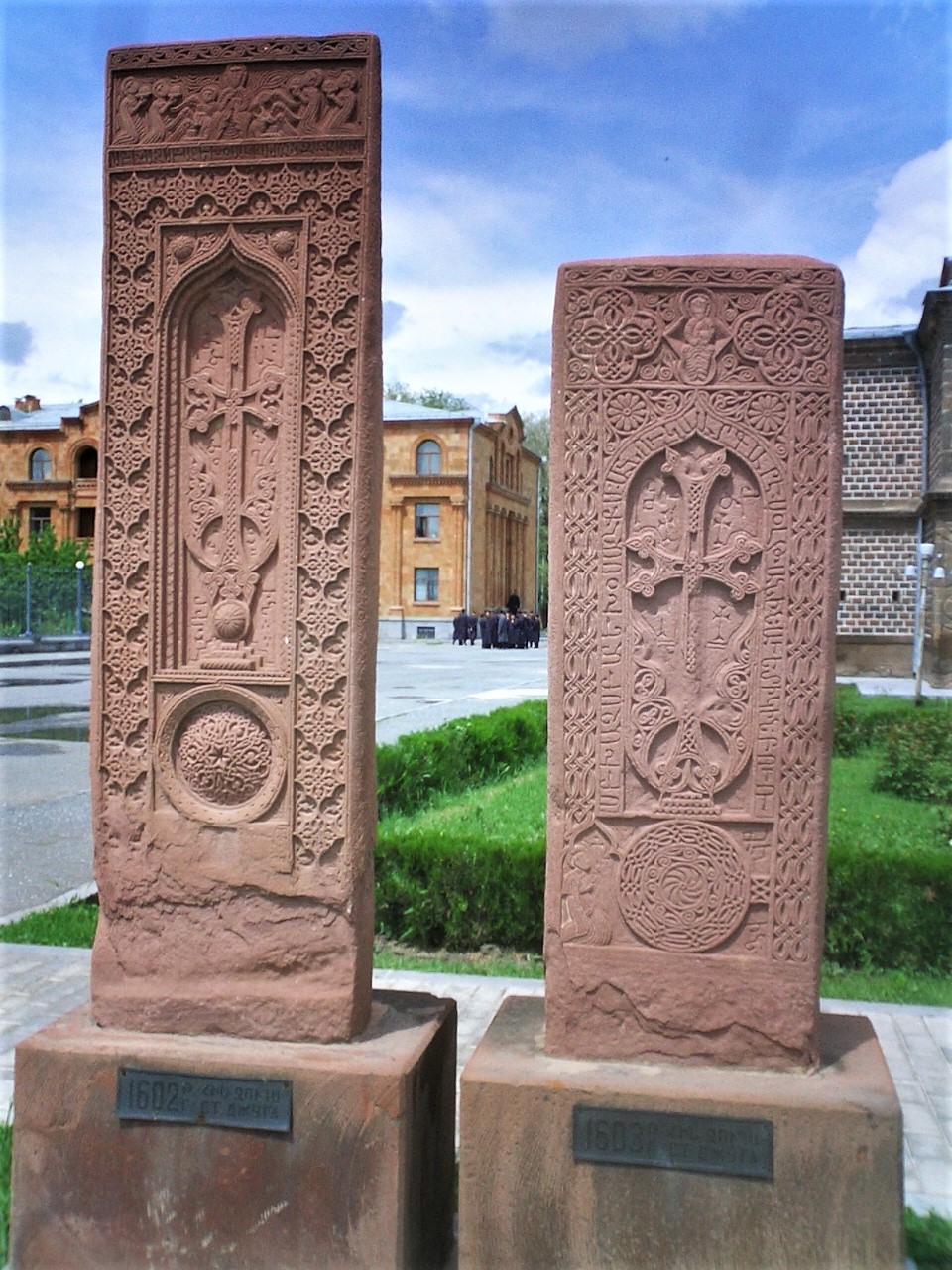
2个16世纪的朱利法式十字石，在被阿塞拜疆人破坏前从朱利法移到了埃奇米阿津

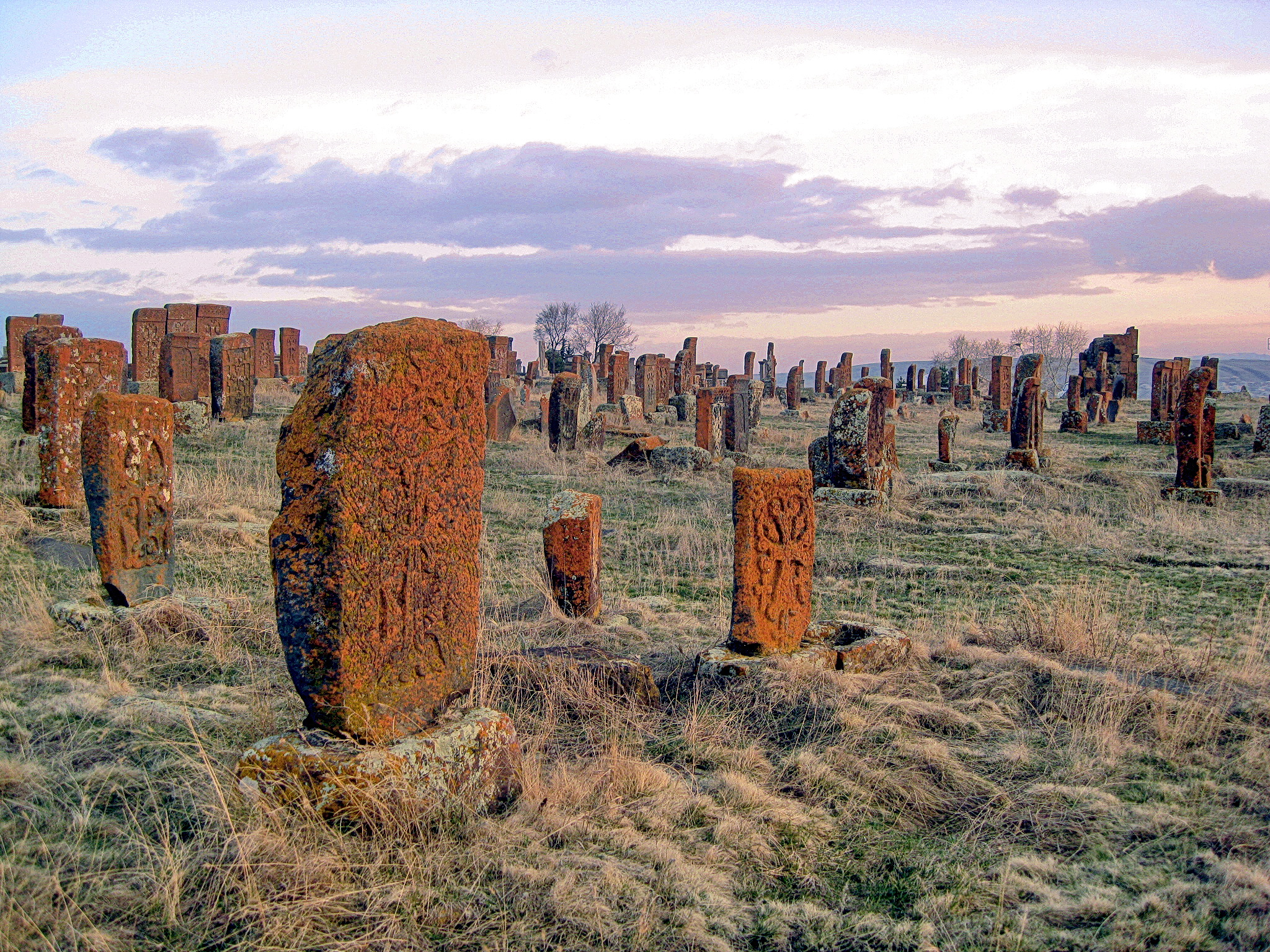
诺拉图斯墓园中有大量的十字石墓碑.

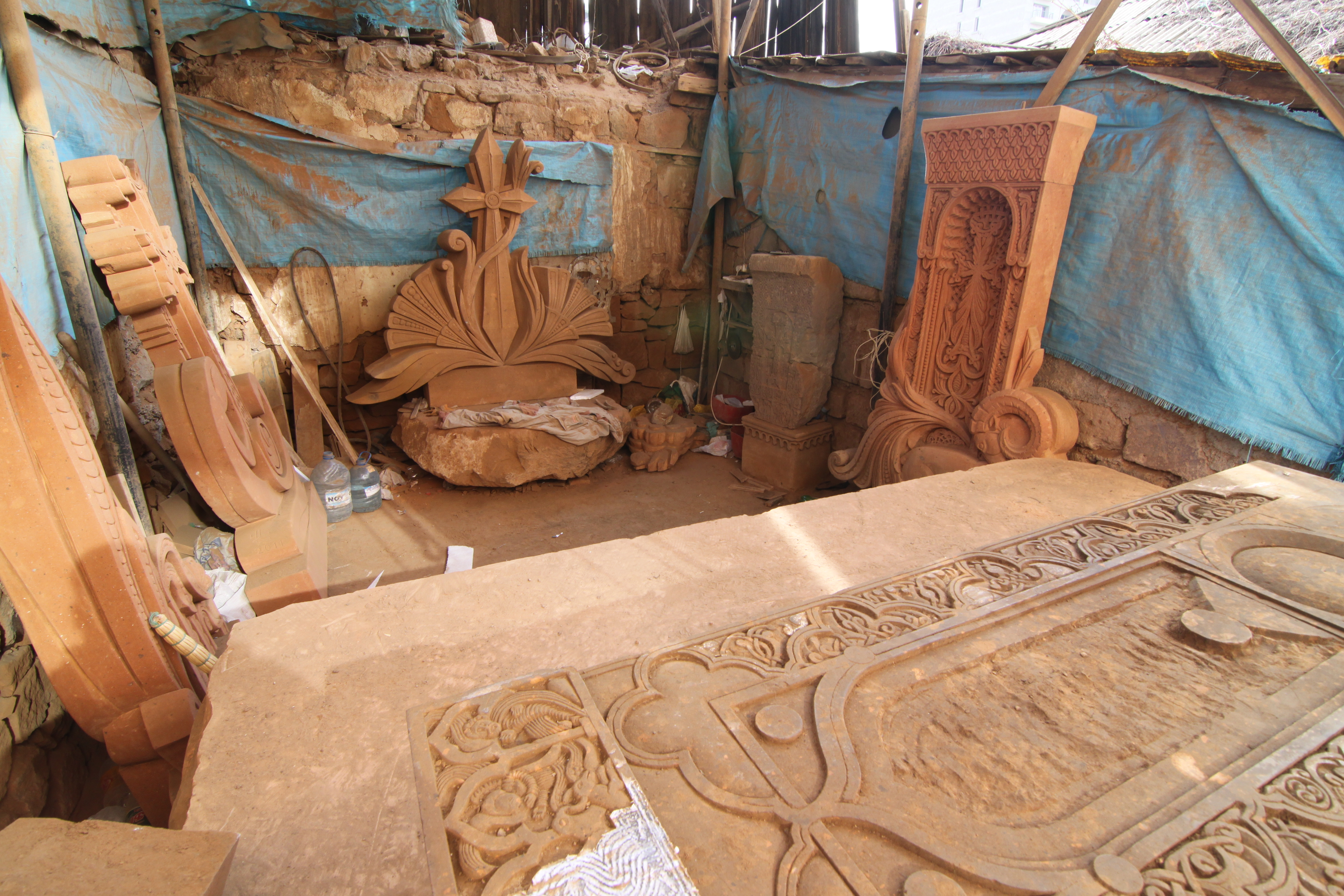
埃里温市中心一个石匠仓库中的现代十字石

亚美尼亚十字架石（發音：[χɑtʃʰˈkʰɑɾ], խաչ xačʿ "十字架" + քար kʿar "石头"），是亚美尼亚特有的一种刻有十字架的宗教石碑，上面通常还刻有蔷薇、缠枝等附属图案。十字石是中世纪亚美尼亚宗教建筑的标志性附件之一。
2010年，“亚美尼亚十字架石的象征与工艺”被联合国教科文组织收入《人类非物质文化遗产代表作名录》。